# Balanço do Fonseca
Balanço do Fonseca é uma escola de samba de Niterói. sendo sediada na Travessa Santo Cristo, no bairro do Fonseca.

## História
Fundada em 2002 como um bloco carnavalesco, só desfilou oficialmente a partir de 2007.estreando como escola de samba somente em 2008,, quando foi a quinta colocada, empatada com a Bem Amado.
Ao marcar 77 pontos em 2010, ficou com a penúltima colocação, sendo rebaixada para o segundo grupo, criado para 2011. 
Penúltima colocada, foi novamente rebaixada, dessa vez para o Grupo 1, voltando a ser formalmente um bloco de enredo. Em 2012, obteve a quinta colocação.
Em 2013 obteve o vice-campeonato entre os blocos e voltará a escola de samba em 2014.
2017 com enredo: PELAS ESTRADAS DA VIDA, A MAGIA CIGANA, do carnavalesco Renato Rosa obteve o terceiro lugar do Grupo B.
Em 2024 fez parte das agremiações que desfilaram pelo Grupo C.

## Carnavais
| Ano  | Colocação   | Grupo   | Enredo | Carnavalesco | Intérprete | Ref   |
| ---- | ----------- | ------- | --- | ------------ | ---------- | ----- |
| 2007 |             |         | Niterói, terra de meu pai |              |            |       |
| 2008 |             |         | O grito do século. SOS Terra |              |            |       |
| 2009 |             |         | Do Homo Sapiens aos robôs. O Balanço conta a evolução da raça. |              |            |       |
| 2010 | 12º lugar   | ÚNICO   | Sou vermelho, fico negro, e com o branco, mestiço. Sou o café Compositores: Marcio do Cavaco e Marcia Família. Intérpretes: Xande do pan, Rafael Família, Márcia Família e Marcio do cavaco. |              |            | [ 6 ] |
| 2011 | 9º lugar    | Acesso  | Dez anos de Balanço, minha escola minha vida |              |            |       |
| 2012 | 5º lugar    | 1-Bloco | |              |            |       |
| 2013 | Vice-campeã | Bloco   | |              |            |       |
| 2014 | 8º lugar    | Acesso  | |              |            |       |
| 2015 |             | Acesso  | Se ela dança eu danço. A aquarela de danças brasileiras que o Balanço do Fonseca lhe convida a dançar, sambando eu vou me acabar                                                             |              |            |       |
| 2018 | 3° lugar    | B       | Pelas estradas da vida, a magia cigana | Renato Rosa  |            |       |
| 2019 | 6° lugar    | B       | Contos e histórias embalados pelo balanço das ondas do mar | Renato Rosa  |            |       |
| 2020 |             | B       | Que rei é você? Da família Real à corte do carnaval, um reinado em terras Tupiniquins | Renato Rosa  |            |       |